# 多明佳·貝拉斯科
多明佳·貝拉斯科（英語：Dominga Velasco，1901年5月12日—2015年10月11日），美國超級人瑞，出生於墨西哥的史上最年長者。
貝拉斯科生於墨西哥的哈利斯科州，之后全家迁往美国。她之后在加州水果采摘公司工作，之后搬移到奥克兰。她曾经是世界上年龄第七的人、以及居住在美国第二年长的人，僅次蘇珊娜·瓊斯。2015年10月11日病逝。